# Gökçe Eyüboğlu
Gökçe Eyüboğlu (Istanbul, 20 agosto 1983) è un'attrice turca.

## Biografia
Nata nel 1983 a Istanbul (Turchia), Gökçe Eyüboğlu si è interessata alla recitazione fin dall'infanzia. Mentre le opere teatrali da lei scritte venivano messe in scena alla fine di ogni trimestre della scuola secondaria, più tardi nella sua vita scolastica ha preso parte anche a spettacoli teatrali. Dopo aver conseguito la laurea in pubblica amministrazione, nel 2009 ha iniziato a formarsi presso l'Akademi 35.5. Nel periodo in cui ha lavorato nel campo delle arti dello spettacolo con gli attori Vahide Perçin e Altan Gördüm, si è formata in dizione e doppiaggio con Murat Atıl e Sungun Babaca. Oltre ad aver recitato in diversi spettacoli teatrali, ha anche recitato in diversi film e serie televisive, tra cui La forza di una donna (Kadın) con il ruolo di Ceyda Karataş Aşçıoğlu, Zümrüdüanka con il ruolo di Deniz Akbaş, Evlilik Hakkında Her Şey con il ruolo di Sanem Cevher, Mahkum con il ruolo di Giryan Tekin e Şahane Hayatım con il ruolo di Didem Özcan.

## Vita privata
Dal 2008 al 2022 è stata sposata con Selçuk Öner Eyüboğlu.

## Filmografia

### Cinema
- Kadın İşi: Banka Soygunu, regia di Taner Elhan (2014)
- İmkansız Olasılık, regia di Murat Şenöy (2016)
- Batlır, regia di Sitare Yıldırım (2017)
- Kayhan, regia di Togan Gökbakar (2018)
- Cenere (Kül), regia di Erdem Tepegöz (2024)

### Televisione
- Aşk ve Ceza – serie TV, 2 episodi (ATV, 2010-2011)
- Yalan Dünya – serie TV (Kanal D, 2013)
- Evli ve Öfkeli – serie TV (ATV, 2015-2016)
- Aşk Laftan Anlamaz – serie TV, 1 episodio (ATV, 2017)
- La forza di una donna (Kadın) – serie TV, 81 episodi (Fox, 2017-2020)
- Zümrüdüanka – serie TV, 17 episodi (Fox, 2020-2021)
- Fatma – serie TV, 2 episodi (Netflix, 2021)
- Evlilik Hakkında Her Şey – serie TV, 33 episodi (Fox, 2021-2022)
- Mahkum – serie TV, 7 episodi (Fox, 2022)
- Çekiç ve Gül: Bir Behzat Ç. Hikayesi – serie TV, 8 episodi (BluTV, 2022-2023)
- Kuzgun: Dipsiz Karanlık – serie TV, 7 episodi (tabii, 2023)
- Maviye Sürgün – serie TV, 9 episodi (Show TV, YouTube, 2023)
- Şahane Hayatım – serie TV, 30 episodi (Fox/Now, 2023-2024)
- Annem Ankara – serie TV (Kanal D, 2024-2025)
- Ölüm Kime Yakışır – serie TV (TV+, 2025)

## Teatro
- Havhavlarla Hevhevler, presso l'Akademi 35,5 (2009-2010)
- Bay Kolpert, presso l'Akademi 35,5 (2015)
- Küçük Prens Müzikali, presso il MOİ Sahne (2016)
- Mutluyduk Belki Bugüne Kadar, presso il Twotwo Production (2018)

## Doppiatrici italiane
Nelle versioni in italiano dei suoi film e delle sue serie TV, Gökçe Eyüboğlu è stata doppiata da:
- Irene Di Valmo[22] in Cenere[23]

## Riconoscimenti
- Federazione delle persone con disabilità mentale
  - 2019: Vincitrice del Premio d'onore Faruk Öztimur per la serie La forza di una donna (Kadın)
- Sadri Alisik Theatre and Cinema Awards
  - 2018: Candidata come Miglior attrice non protagonista in un musical o commedia per lo spettacolo Mutluyduk Belki Bugüne Kadar[24][25]